# Peter Carl Bouché
Peter Carl Bouché ou Peter Karl Bouché (Berlim, 21 de julho de 1783 - Berlim, 27 de fevereiro de 1856) foi um horticultor, jardineiro e botânico alemão .

## Biografia
Bouché pertenceu a uma dinastia de horticultores de Berlim. Era o filho mais velho de Jean David Bouché (1747-1819), irmão de Carl David Bouché (sênior) (1782-?) e de Peter Friedrich Bouché (1785-1856), e pai de Carl David Bouché (júnior) (1809-1881) e de Karl Emil Bouché (1822-1882).
Foi membro fundador da "Sociedade de Jardineiros do Real Governo da Prússia", em 1822.
Peter Carl Bouché adquiriu uma propriedade na rua Jakobstraße 3-4 (atualmente 18-19), para formar uma empresa de viveiro de plantas, que posteriormente vende para se associar com seu irmão Peter Friedrich Bouché para continuar com os negócios de jardinagem de seu pai. Ambos irmãos introduziram em Berlim muitas espécies exóticas como a Árvore-da-borracha (Ficus elastica), a japonesa Camélia (Camellia japonica) e o Oleandro (Nerium oleander splendens), ainda novidades para o cultivo na região.
Além desta atividade comercial, foi professor de botânica; e posteriormente aluno de Carl L. Willdenow em botânica. Participou com ele de excursões botânicas ao Margraviato de Brandemburgo, ajudando a descobrir novas espécies. Com outros botânicos contemporâneos, como Kunth, Schlechtendal, Chamisso manteve correspondência. 
Além de trabalhar com a cebola, foi um estudioso do gênero das achira (Canna), chegando a possuir 120 espécies.

## Algumas publicações
- Über die Kultur der Zwiebelgewächse (Acerca del cultivo de cebollas), 1837. El texto lleva las designaciones clasificatorias como „D. C. P. Bouché“, y fueron asignadas post Wimmer, de manera inambigua por Peter Carl Bouché
- Carl Paul Bouché: Der Zimmer- und Fenstergarten (Jardines e Invernáculos, 1. Ed. 1808; y el 2 de 1811. ergänzt um eine Anweisung zur Blumentreiberei und zu einer für alle Monate geordneten Behandlung der in diesem Werke vorkommenden Gewächse.; el 3 de 1817; el 5 de 1821; 6. Auflage nochmals Vermehrt durch einen Anhang: Betrachtungen über den Stadtgarten oder Anweisung zur möglichsten Benutzung der Räume hinter und zwischen Gebäuden in Städten, Berlin: Nauck, 1833. Anmerkung: Laut Angaben im Buch selbst stammt dieses in der ersten Hälfte des 19. Jahrhunderts weitverbreitete Werk (damals das einzige seiner Art, insgesamt 8 Auflagen, sogar eine schwedische Übersetzung: „Fönster-Trädgården“) von „P.C. Bouché“, es wird aber aufgrund identischer Lebensdaten teilweise auch Jean David Bouché als wahrer Autor vermutet. Peter Carl Bouché ist nur der Herausgeber der erweiterten späteren Auflagen (ab der 2. Auflage ist sein Name vermerkt).
- sieben Beiträge in der von Schlechtendal herausgegebenen botanischen Zeitschrift Linnaea, teils lateinisch.
- Auch über Canna verfasste er 1833 und 1844 Abhandlungen, starb jedoch, bevor er sein ganzes Wissen veröffentlicht hatte.

## Homenagens
Em homenagem aos irmãos Peter Carl e Peter Friedrich Bouché, Chamisso nomeia o gênero Bouchéa da família Verbenaceae. 
Kunth em 1842 também em homenagem nomeia as espécies Mygalum bouchéanum (atual Ornithogalum bouchéanum, Asch. 1866); Gladiolus bouchéanus Schltdl. 1832  (atual G. palustris Gaud.).